# Protracheoniscus bugdajliensis
Protracheoniscus bugdajliensis là một loài chân đều trong họ Trachelipodidae. Loài này được Borutzkii miêu tả khoa học năm 1975.